# Nikola Rikanović
Nikola Rikanović v srbské cyrilici Никола Рикановић (* 28. října 1970 Pančevo, SFRJ) je srbský výtvarník.
Studoval několik let na Akademii umění a aplikovaného designu v Bělehradě. Poté od roku 2000 studoval na Akademii výtvarných umění rovněž v srbské metropoli, kde studia dokončil. V současné době učí na Vysoké škole ekononomie v Pančevu a vlastní designovou agenturu D///R. Je autorem sochy Molitva, která se nachází na dálniční křižovatce Dobanovci u Bělehradu.